# Sphagnum splendens
Sphagnum splendens là một loài rêu trong họ Sphagnaceae. Loài này được Maass mô tả khoa học đầu tiên năm 1967.